# Eugène Kabongo Ngoy
Pour les articles homonymes, voir Kabongo (homonymie).
Eugène Kabongo Ngoy, né le 3 novembre 1960 à Léopoldville au Congo-Léopoldville, est un footballeur international congolais (RDC). Il jouait au poste d'attaquant.

## Biographie
Il joue au RFC Seraing, au RC Paris, au RSC Anderlecht, à l'Olympique lyonnais et au SC Bastia.
Il inscrit 29 buts en Division 2 lors de la saison 1985-1986, puis 22 buts lors de la saison 1988-1989.
Il participe à la Coupe d'Afrique des nations 1988 avec l'équipe du Zaïre.
Sa carrière se termine lorsque la Ligue nationale le déclare physiquement inapte le 1er mars 1992.

## Palmarès

### En club
- Champion de Belgique en 1987 avec le RSC Anderlecht
- Champion de France de Division 2 en 1986 avec le RC Paris et en 1989 avec l'Olympique lyonnais

### EnÉquipe du Zaïre
- International de 1983 à 1991
- Participation à la Coupe d'Afrique des Nations en 1988 (Premier Tour)

### Distinctions individuelles
- Meilleur buteur du championnat de France Division 2 en 1986 (29 buts) avec le RC Paris
- Élu meilleur joueur de Division 2 en 1988